# Leucauge insularis
Leucauge insularis là một loài nhện trong họ Tetragnathidae.
Loài này thuộc chi Leucauge. Leucauge insularis được Eugen von Keyserling miêu tả năm 1865.